# Liste der Monuments historiques in Chaudefontaine (Marne)
Die Liste der Monuments historiques in Chaudefontaine führt die Monuments historiques in der französischen Gemeinde Chaudefontaine auf.

## Liste der Objekte
| Bezeichnung                      | Beschreibung                                                                       | Standort                                                | Kennzeichnung | Schutzstatus | Datum | Bild |
| -------------------------------- | ---------------------------------------------------------------------------------- | ------------------------------------------------------- | ------------- | ------------ | ----- | ---- |
| Zwei Engelsskulpturen            | Holz, vergoldet, 18. Jahrhundert                                                   | in der Kirche Éxaltation-de-la-Vraie-Croix (Lage)       | PM51002093    | Inscrit      | 1974  |      |
| Skulptur Heiliger Laurentius (1) | Holz, farbig gefasst, 17. Jahrhundert                                              | in der Kirche Éxaltation-de-la-Vraie-Croix (Lage)       | PM51002088    | Inscrit      | 1974  |      |
| Kruzifix                         | Holz, 18. Jahrhundert                                                              | in der Kirche Éxaltation-de-la-Vraie-Croix (Lage)       | PM51002091    | Inscrit      | 1974  |      |
| Skulptur eines Bischofs (1)      | Holz, farbig gefasst, 17. Jahrhundert; im Pfarrhaus von Sainte-Menehould deponiert | in der Kirche Éxaltation-de-la-Vraie-Croix (Lage)       | PM51002095    | Inscrit      | 1974  |      |
| Skulptur Heiliger Laurentius (2) | Stein, 13. Jahrhundert                                                             | außen an der Kirche Éxaltation-de-la-Vraie-Croix (Lage) | PM51000277    | Classé       | 1911  |      |
| Osterleuchter                    | Holz, 18. Jahrhundert                                                              | in der Kirche Éxaltation-de-la-Vraie-Croix (Lage)       | PM51002092    | Inscrit      | 1974  |      |
| Skulptur Madonna mit Kind        | Stein, 19. Jahrhundert                                                             | in der Kirche Éxaltation-de-la-Vraie-Croix (Lage)       | PM51002096    | Inscrit      | 1974  |      |
| Skulptur Heilige Katharina       | Holz, farbig gefasst, 15. Jahrhundert                                              | in der Kirche Éxaltation-de-la-Vraie-Croix (Lage)       | PM51002089    | Inscrit      | 1974  |      |
| Kanzel                           | Holz, 17. Jahrhundert                                                              | in der Kirche Éxaltation-de-la-Vraie-Croix (Lage)       | PM51002090    | Inscrit      | 1974  |      |
| Skulptur eines Bischofs (2)      | Holz, farbig gefasst, 17. Jahrhundert; im Museum von Sainte-Menehould deponiert    | in der Kirche Éxaltation-de-la-Vraie-Croix (Lage)       | PM51002094    | Inscrit      | 1974  |      |